# Schronisko pod Dziobem III
Schronisko pod Dziobem III (Schronisko X, Schron pod Dziobem III) – jaskinia, a właściwie schronisko, w Dolinie Chochołowskiej w Tatrach Zachodnich. Wejście do niej położone jest w Dolinie Iwaniackiej, w górnej części Szerokiego Żlebu, w pobliżu Schroniska pod Dziobem I i Schroniska pod Dziobem II, na wysokości 1655 metrów n.p.m. Jaskinia jest pozioma, a jej długość wynosi 6,5 metrów.

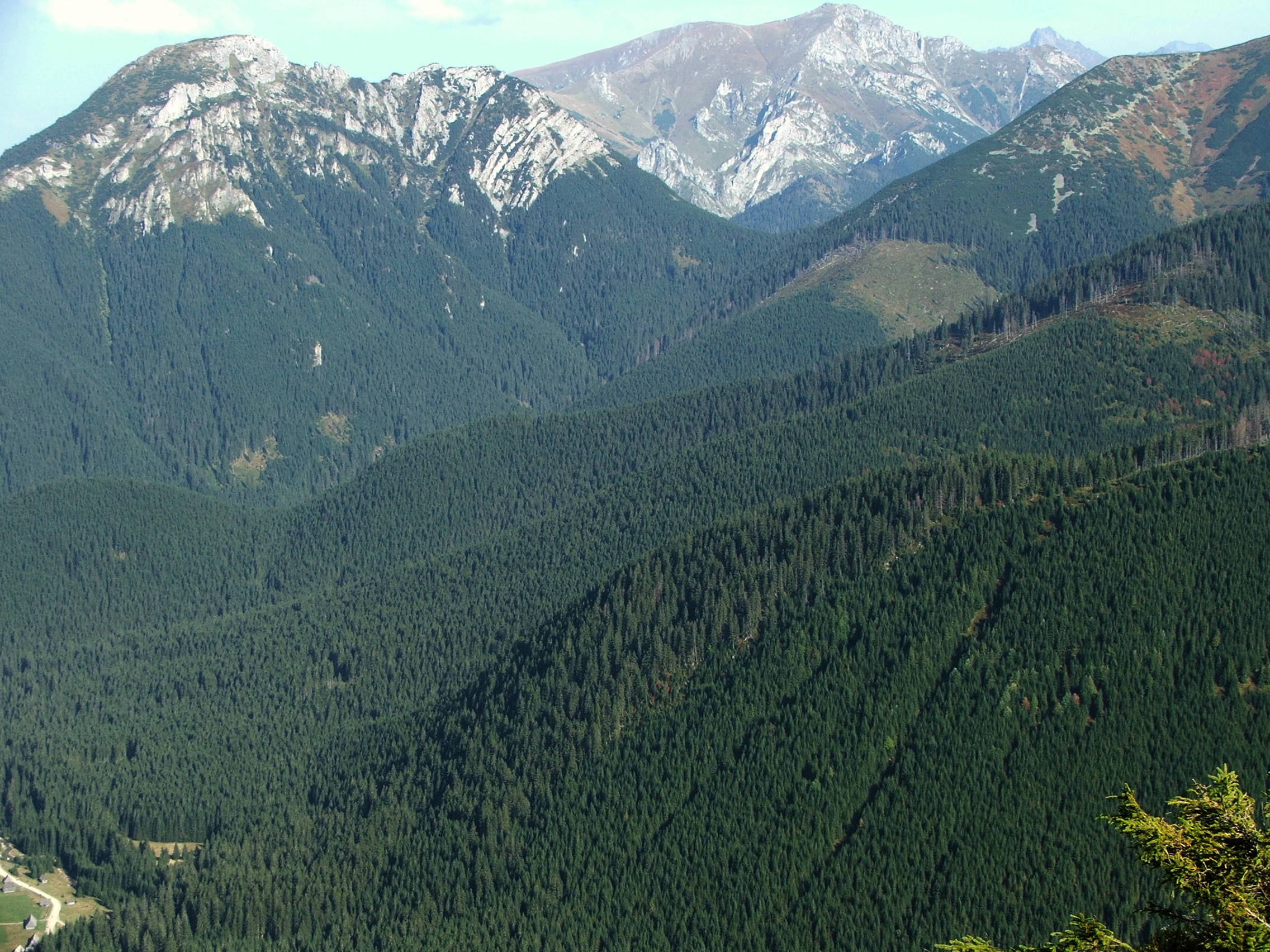
Dolina Iwaniacka i Iwaniacka Przełęcz. Na lewo w zboczu Kominiarskiego Wierchu Szeroki Żleb

## Opis jaskini
Na lewo od obszernego otworu wejściowego znajduje się mała nyża, natomiast na prawo zaczyna się szczelinowy, wąski, 4,5-metrowy korytarzyk.

## Przyroda
W jaskini nie ma nacieków. Ściany są suche, brak jest na nich roślinności.

## Historia odkryć
Jaskinia była znana od dawna. Znajduje się u podstawy skały w kształcie dziobu. Stąd jej nazwa. 
Plan i opis jaskini sporządził W. W. Wiśniewski w 1986 roku.